# Siamon
Siamon – faraon, władca starożytnego Egiptu z XXI dynastii, panował prawdopodobnie w latach 979–960 p.n.e. lub  985–967 p.n.e. (datowanie Aidana Dodsona z 2012 roku).
Syn Amenemope. Był prawowitym następcą swego ojca Amenemope, popieranym przez arcykapłanów Amona w Tebach. Jednakże pod wpływem działań Libijczyków, popierających swego rodaka Osorkona, jednego z wodzów armii, zmuszony był na kilka lat zrezygnować z objęcia władzy. Po latach chaosu i starć wewnętrznych oraz zawarciu z Libijczykami porozumienia i po ich wycofaniu się do swych siedzib, objął władzę.
Do naszych czasów dotrwały jedynie ślady działalności, które Siamon pozostawił głównie w Tanis. Dokonał odbudowy i odnowienia zespołu świątyń Amona, które to znacznie ucierpiały w wyniku niepokojów, mających miejsce podczas panowania Osorkona. Wzniósł tam też nową kaplicę, a liczne depozyty fundacyjne znalezione w świątyni Amona i Mut, niezbicie świadczą o ogromnym rozmachu prac. Prace prowadzono także w świątyni Horusa w Mesen, także w Memfis i Pi-Ramzes, gdzie znaleziono blok kamienny z jego imieniem.
O próbach wpływu Siamona na wydarzenia w Palestynie świadczą fragmenty płaskorzeźb odnalezionych w Tanis, na których król przedstawiony jest w rytualnej pozie, roztrzaskując maczugą głowę pojmanego wroga.
Znaczącym źródłem informacji o Siamonie jest Biblia. Prawdopodobnie jest on faraonem, o którym Biblia mówi, iż przyjął w Egipcie wroga króla Dawida, następcę tronu Edomu – Hadada i dał mu za żonę siostrę swej żony, a także pokonał Filistynów i zdobył miasto Gezer. Jest to przekaz niezwykle ważny. Daje bowiem świadectwo militarnego zaangażowania Egiptu na terenach niegdyś jemu podległych oraz próbom wpływu na rozwój i kontrolę handlu z Fenicją oraz bezprecedensowemu przypadkowi w dziejach Egiptu, gdy to egipska księżniczka została żoną następcy tronu obcego kraju.

## Tytulatura
| G5 |

| G5 |

| E1 · D43 | C10 | U6 |

| E1 · D43 | C10 | U6 |

| E1 · D43 | C10 | U6 |

| E1 · D43 | C10 | U6 |

| G5 |

| G5 |

| E1 · D43 | C10 | U6 |

| E1 · D43 | C10 | U6 |

| E1 · D43 | C10 | U6 |

| E1 · D43 | C10 | U6 |

| M23 · X1 | L2 · X1 |

| M23 · X1 | L2 · X1 |

| N5 | R8 | L1 | M17 | Y5 · N35 | U21 · N35 |

| N5 | R8 | L1 | M17 | Y5 · N35 | U21 · N35 |

| N5 | R8 | L1 | M17 | Y5 · N35 | U21 · N35 |

| N5 | R8 | L1 | M17 | Y5 · N35 | U21 · N35 |

| M23 · X1 | L2 · X1 |

| M23 · X1 | L2 · X1 |

| N5 | R8 | L1 | M17 | Y5 · N35 | U21 · N35 |

| N5 | R8 | L1 | M17 | Y5 · N35 | U21 · N35 |

| N5 | R8 | L1 | M17 | Y5 · N35 | U21 · N35 |

| N5 | R8 | L1 | M17 | Y5 · N35 | U21 · N35 |

| G39 | N5 |

| G39 | N5 |

| M17 | Y5 · N35 | G39 | Z1 |

| M17 | Y5 · N35 | G39 | Z1 |

| M17 | Y5 · N35 | G39 | Z1 |

| M17 | Y5 · N35 | G39 | Z1 |

| G39 | N5 |

| G39 | N5 |

| M17 | Y5 · N35 | G39 | Z1 |

| M17 | Y5 · N35 | G39 | Z1 |

| M17 | Y5 · N35 | G39 | Z1 |

| M17 | Y5 · N35 | G39 | Z1 |